# Guisclafredo I de Carcasona
Guisclafredo I de Carcasona ( ? - 821 ), conde de Carcasona (810-821)

## Orígenes familiares
Se le atribuye ser el hijo primogénito del legendario conde Bellón I de Carcasona. Eran sus hermanos Oliba I y Suñer I de Ampurias, entre otros. 

## Ascenso al título de Conde
A la muerte de su padre, los hermanos se repartieron los condados. Así Guisclafredo recibió los dominios sobre Carcasona, que en aquellos momentos era una de las ciudades más importantes del sur de Francia.
Guisclafredo murió sin que se le reconociera ningún descendiente. El condado de Carcasona pasó así a su segundo hermano, Oliba I.
| Predecesor: Bellón | Condado de Carcasona | Sucesor: Oliba I |

- Datos: Q3813452